# 曽根現慎
曽根現慎　1959.12.11米子市生まれ
（障がい者福祉支援施設　NPO法人ひまわり倶楽部■グループホーム　■就労継続B型　）役員（理事長　2018年 6月就任) 　
本門佛立宗　堅信寺（1972年得度） ■松江地区、境港地区、隠岐の島地区各担当。
DARAZ FM ラジオパーソナリティ(2010年6月～現在)。
島根スサノオマジック　MC （2012-2015)
米子市立河崎小学校　第１６回加茂中学校区三校合同人権フェスティバル「いのちについて」～カーツだ！虐待する親許さない！～人権講演（２０１８年）
よなご・まちづくり塾代表　（活動：DARAZ FM番組制作～ゲスト紹介）
令和３年度中国ろうきん寄付金
令和３年　若者ひきこもり対策　KAZAMIDORI開始（あなたにとって、ここちよい居場所づくり～木の香りにつつまれて～）
令和３年米子市車尾公民館　SDGsを知ろう　講師
令和３年米子市福生西公民館　SDGsを知ろう　講師
令和４年米子市福生東公民館　SDGsを知ろう　講師
鳥取県厚生事業団主催、強度行動障がい支援者養成研修講師、基礎研修、実践研修ファシリテーター（2021.2022.2023）
米子第四分区所属保護司

## ラジオ出演
FM
■BO-ZU CAFE  毎週火曜日18:30～19:00
■週末BANZAI  毎週金曜日8:00～9:00